# Dorothea Douglass Chambers
Dorothea Katherine Douglass Chambers Lambert (Ealing, 3 settembre 1878 – Kensington, 7 gennaio 1960) è stata una tennista britannica.

## Biografia
Nata e cresciuta a Ealing, il padre era vicario della chiesa di St. Matthew; studiò al Princess Helena College dove iniziò a praticare il tennis.
Vinse sette edizioni del Torneo di Wimbledon (singolare femminile) (1903, 1904, 1906, 1910, 1911, 1913 e 1914), aggiudicandosi i primi titoli con il nome di Dorothea Douglass prima del matrimonio con Robert Lambert Chambers avvenuto nel 1907.
Vinse la medaglia d'oro nel singolo (outdoor) ai Giochi della IV Olimpiade, vincendo prima Joan Winch con un doppio 6-1 a cui andò la medaglia di bronzo e poi Penelope Boothby in finale con 6-1, 7-5.

### Finali del Grande Slam
| Anno | Torneo                  | Avversario in finale    | Punteggio     |
| 1903 | Torneo di Wimbledon     | Ethel Thomson Larcombe  | 4-6, 6-4, 6-2 |
| 1904 | Torneo di Wimbledon (2) | Charlotte Cooper Sterry | 6-0, 6-3      |
| 1906 | Torneo di Wimbledon (3) | May Sutton              | 6-3, 9-7      |
| 1910 | Torneo di Wimbledon (4) | Dora Boothby            | 6-2, 6-2      |
| 1911 | Torneo di Wimbledon (5) | Dora Boothby            | 6-0, 6-0      |
| 1913 | Torneo di Wimbledon (6) | Winifred McNair         | 6-0, 6-4      |
| 1914 | Torneo di Wimbledon (7) | Ethel Thomson Larcombe  | 7-5, 6-4      |

## Riconoscimenti
- International Tennis Hall of Fame, 1981[3]